# 胡广杰
胡广杰（1973年7月—），男，汉族，甘肃景泰人，中华人民共和国政治人物。现任中共江苏省委常委、统战部部长。